# Théâtre dramatique de Belgrade

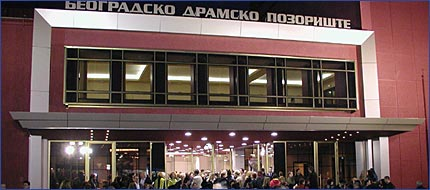
L'entrée principale du Théâtre dramatique de Belgrade

Le théâtre dramatique de Belgrade (en serbe : Београдско драмско позориште et Beogradsko dramsko pozorište), en abrégé BDP, est un théâtre situé à Belgrade, la capitale de la Serbie. Il se trouve dans le quartier de Crveni krst, dans la municipalité de Vračar.

## Histoire
Le Théâtre dramatique de Belgrade a été créé en 1947 ; à cette époque, il fut le premier théâtre municipal créé à Belgrade après la Seconde Guerre mondiale. Le 20 février 1948, son premier spectacle fut La nuit des pères de Boris Gorbatov, dans une mise en scène de Petar S. Petrović. L'actuel bâtiment du quartier de Crveni krst ouvrit ses portes pour la saison 1948-1949 ; son tout premier spectacle y fut représenté le 20 mars 1949 ; il s'agissait de la pièce Le Suspect (en serbe : Сумњиво лице et Sumnjivo lice) de Branislav Nušić, dans une mise en scène de Salko Repak. Pendant la période allant de 1959 à 1975, le BDP fusionna avec la Comédie de Belgrade et devint Le Théâtre contemporain. Il reprit son nom de Théâtre dramatique de Belgrade en 1975.
Au milieu des années 1950 jusqu'au début des années 1960, le théâtre connut son âge d'or, avec un succès dû principalement à des représentations de pièces contemporaines américaines. Parmi les pièces qui connurent le plus de succès, on peut citer Mort d'un commis voyageur et Vu du pont d'Arthur Miller, La Chatte sur un toit brûlant et La Ménagerie de verre de Tennessee Williams, Mère Courage et ses enfants de Bertolt Brecht, ainsi que d'autre classiques contemporains appréciés des amateurs de théâtre.
En 2003, le théâtre a été complètement rénové.
De 2000 à 2008, le directeur du Théâtre dramatique de Belgrade a été Nebojša Bradić, qui, le 7 juillet 2008, est devenu ministre de la Culture dans le gouvernement présidé par Mirko Cvetković.

## Actualité
Parmi les spectacles les plus récents donnés au Théâtre dramatique de Belgrade, on peut citer Ne igraj na Engleze de Vladimir Đurđević, dans une mise en scène de Staša Koprivica, Transilvanija, de Dragan Nikolić, mais aussi Romance de David Mamet, Troje, d'après le roman Taking it over de Julian Barnes, la Petite trilogie de la mort, d'après Elfriede Jelinek, dans une mise en scène de Nebojša Bradić, Amadeus de Peter Shaffer ou encore Oscar et la Dame rose, d'après Éric-Emmanuel Schmitt.